# Tagum
Tagum , officieel Cebuano: Dakbayan sa Tagum of City of Tagum, ook wel Tagum city genoemd, is de hoofdstad van de Filipijnse provincie Davao del Norte op het eiland Mindanao. Bij de laatste census in 2015 had de stad 259,444 inwoners.

## Geografie

### Bestuurlijk indeling
Tagum is onderverdeeld in de volgende 23 barangays (je zou kunnen zeggen Districten):
| - Apokon - Bincungan - Busaon - Canocotan - Cuambogan - La Filipina - Liboganon - Madaum - Magdum - Magugpo East - Magugpo North - Magugpo South | - Magugpo West - Mankilam - New Balamban - Nueva Fuerza - Pagsabangan - Pandapan - Magugpo Poblacion - San Agustin - San Isidro - San Miguel - Visayan Village |

## Demografie
Tagum had bij de census van 2015 een inwoneraantal van 259,444 mensen. Dit zijn 36.436 mensen (20,3%) meer dan bij de vorige census van 2007. De gemiddelde jaarlijkse groei komt daarmee uit op 2,58%, hetgeen hoger is dan het landelijk jaarlijks gemiddelde over deze periode (2,04%). Vergeleken met de census van 1995 is het aantal mensen met 59.379 (37,9%) toegenomen.
De bevolkingsdichtheid van Tagum was ten tijde van de laatste census, met 259,444 inwoners op 195,8 km², 1300 mensen per km².
Asuncion · Braulio E. Dujali · Carmen · Kapalong · New Corella · Panabo · Samal · San Isidro · Santo Tomas · Tagum · Talaingod